# 인공 근육
인공 근육(artificial muscle)은 근육형 액추에이터라고도 알려진 것으로, 자연 근육을 모방한 재료 또는 장치로, 외부 자극(예: 전압, 전류, 압력 또는 온도)으로 인해 하나의 부품 내에서 강성을 변경하거나 가역적으로 수축, 확장 또는 회전할 수 있다. 세 가지 기본 작동 반응(수축, 팽창 및 회전)을 단일 부품 내에서 결합하여 다른 유형의 모션(예: 재료의 한 쪽을 수축하고 다른 쪽을 확장하여 굽힘)을 생성할 수 있다. 전통적인 방식의 모터와 공압식 선형 또는 회전식 액추에이터는 작동에 관련된 부품이 두 개 이상이므로 인공 근육으로 적합하지 않다.
기존의 견고한 액추에이터에 비해 높은 유연성, 다용도성 및 중량 대비 출력 비율로 인해 인공 근육은 매우 파괴적인 신흥 기술이 될 가능성이 있다. 현재는 제한적으로 사용되지만 이 기술은 미래에 산업, 의학, 로봇 공학 및 기타 여러 분야에서 폭넓게 응용될 수 있다.

## 같이 보기
- 인공 세포
- 전자 피부